# Viggo Klein
Viggo Klein (6. september 1850 i København – 13. april 1913 sammesteds) var en dansk arkitekt.

## Karriere
Han var søn af kasserer, justitsråd Peter Klein (1800-1859) og Ida født Bramsen (1815-?), kom i tømrer-, senere snedkerlære efter sin konfirmation 1864 og blev dimitteret fra C.V. Nielsens tegneskole 1867. Klein gik på Kunstakademiet fra december 1867 til marts 1882, hvor han fik afgang som arkitekt. Han tegnede hos sin slægtning August Klein og hos Charles Abrahams. Han fik støtte fra Staten til en studierejse i Tyskland.
Viggo Klein rejse dernæst til Japan, hvor han var ansat i post- og dampskibsselskabet Mitsubishi 1882-84 og bl.a. tegnede kontor- og lagerbygninger, kajmure og brobygninger, der til dels var påbegyndt af en fransk civilingeniør ved navn Lescasse. Samtidig fungerede Klein som konduktør på selskabets bygninger i Tokyo og Yokohama. Han rejste hjem til Danmark via USA.
Hjemvendt til Danmark drev han fra 1887 egen tegnestue sammen med Andreas Thejll og tegnede en del villaer og industribygninger, bl.a. Skovshoved Hotel. Villaen Carl Baggers Allé 7 (1887) vidner om en tidlig brug af palæstil. Viggo Klein er mest kendt for Tuborgflasken, som han tegnede til Den Nordiske Industri-, Landbrugs- og Kunstudstilling i Kjøbenhavn 1888 i Tivoli. Flasken er opført over en tømmerkonstruktion og udvendigt beklædt med bemalede zinkplader. Etiketterne har været ændret nogle gange, men formen fremstår i dag som, da den blev skabt. Flasken blev flyttet til Tuborgs område på Strandvejen i 1889 og har siden stået som vartegn for bryggeriet.
Klein ægtede den 11. juni 1884 i København Augusta Helene Driessen (26. januar 1855 i Sachsen – 24. september 1915 i København), datter af købmand Carl Friedrich Oswald Driessen fra Chemnitz (1829-1886) og Amalie Augusta Drechsel (1831-?).
Han er begravet på Holmens Kirkegård.

## Værker
- Kontor- og lagerbygninger, kaj- og brobygninger for Mitsubishi i Hakodate og Osaka, Japan (1882-84)
- Villa, Carl Baggers Allé 7 (opr. Baggersvej 1), Charlottenlund (1887, udvidet 1908 og 1915 ved den senere ejer Heinrich Wenck)[1]
- Villa, Lille Fredensvej 4, Charlottenlund (1895) [1]
- Tuborgflasken, Strandvejen, Hellerup (1888)
- Skovshoved Hotel, Strandvejen 267, Skovshoved (ombygning af kro, 1895 sammen med Andreas Thejll)
- Villa, Bjerregårds Sidevej 1/Bjerregårdsvej 16, Valby (1895)[2]
- Udvidelse af tapetserer Emil Flügges ejendom Valby Langgade 6, Valby (1896, nedrevet)[3]
- Flere villaer langs Øresundskysten
- Industribygninger